# Melanargia hengshanensis
Melanargia hengshanensis är en fjärilsart som beskrevs av Wagener 1959. Melanargia hengshanensis ingår i släktet Melanargia och familjen praktfjärilar. Inga underarter finns listade i Catalogue of Life.